# فراطبیعی (ترانه نیوجینز)
«فراطبیعی» (انگلیسی: Supernatural) ترانه‌ای از گروه دخترانه اهل کره جنوبی، نیوجینز است. این ترانه در ۲۱ ژوئن ۲۰۲۴ به عنوان سی‌دی تک‌آهنگ به همراه بی ساید ترک «همین الان» منتشر شد.

## جدول‌های موسیقی
| جدول (۲۰۲۴)                                        | بالاترین جایگاه |
| -------------------------------------------------- | --------------- |
| کانادا (۱۰۰ تک‌آهنگ داغ کانادا)                     | ۱۰۰             |
| ۲۰۰ آهنگ جهانی (بیلبورد)                           | ۲۵              |
| هنگ کنگ (بیلبورد)                                  | ۲               |
| ژاپن (ژاپن هات ۱۰۰)                                | ۷               |
| ژاپن (اوریکون)                                     | ۴               |
| تک‌آهنگ‌های ترکیبی ژاپن (اوریکون)                    | ۴               |
| مالزی (بیلبورد)                                    | ۲۳              |
| تک‌آهنگ‌های داغ نیوزیلند (آرام‌ان‌زد)                  | ۱۳              |
| سنگاپور (آرآی‌ای‌اس)                                 | ۱۰              |
| کره جنوبی (گائون)                                  | ۴               |
| آلبوم‌های کره جنوبی (گائون)                         | ۱               |
| تایوان (بیلبورد)                                   | ۷               |
| دانلود تک‌آهنگ‌های بریتانیا (اوسی‌سی)                 | ۶۳              |
| فروش تک‌آهنگ‌های بریتانیا (اوسی‌سی)                   | ۶۶              |
| فروش جهانی ترانه‌های دیجیتال ایالات متحده (بیلبورد) | ۲               |

| جدول (۲۰۲۴)                | جایگاه |
| -------------------------- | ------ |
| ژاپن (اوریکون)             | ۱۰     |
| کره جنوبی (گائون)          | ۶۷     |
| آلبوم‌های کره جنوبی (گائون) | ۲      |

## گواهی‌نامه‌ها
| منطقه                             | گواهی | واحد گواهی‌شده/فروش |
| --------------------------------- | ----- | ------------------ |
| ژاپن (آرآی‌ای‌جی) فیزیکی            | طلا   | ۱۰۰٬۰۰۰^           |
| ^ رقم توزیع تنها بر پایهٔ گواهی‌ها. |       |                    |

## تاریخچه انتشار
| منطقه | تاریخ        | فرمت                       | ناشر | منابع  |
| ----- | ------------ | -------------------------- | ---- | ------ |
| مختلف | ۲۱ ژوئن ۲۰۲۴ | سی‌دی دانلود دیجیتال استریم | ادور | [ ۲۰ ] |